# Propebela harpularia
Propebela harpularia é uma espécie de gastrópode do gênero Propebela, pertencente a família Mangeliidae.